# Clase Canopus
La clase Canopus fue una serie de seis acorazados pre-dreadnoughts, de la Marina Real Británica, diseñada por Sir William White. Estos navíos  fueron diseñados para el servicio en Extremo Oriente, en donde el creciente poder del Japón comenzaba a construir una marina de guerra de gran alcance y muy peligrosa como se probaría contra la Marina de Guerra Rusa en 1905 en la Batalla de Tsushima. 
Eran más ligeros que los clase Majestic, y se trataba de un diseño de prueba para las subsecuentes clases de acorazados. El tipo también cambió en la protección de la clase Canopus; sus precursores utilizaron el blindaje Harvey, mientras que la clase Canopus, utilizó el blindaje Krupp. 
El primer buque de la clase se botó en 1897. Entró en servicio junto a dos de sus gemelos en 1900, pero apenas seis años más tarde, todos ellos quedaron obsoletos tras la botadura del acorazado, HMS Dreadnought, un buque que revolucionó a los acorazados de tal modo que los acorazados anteriores se les llama desde entonces pre-dreadnought y todos los sucesores del revolucionario buque se conocieran simplemente como dreadnoughts.

## Barcos de esta clase

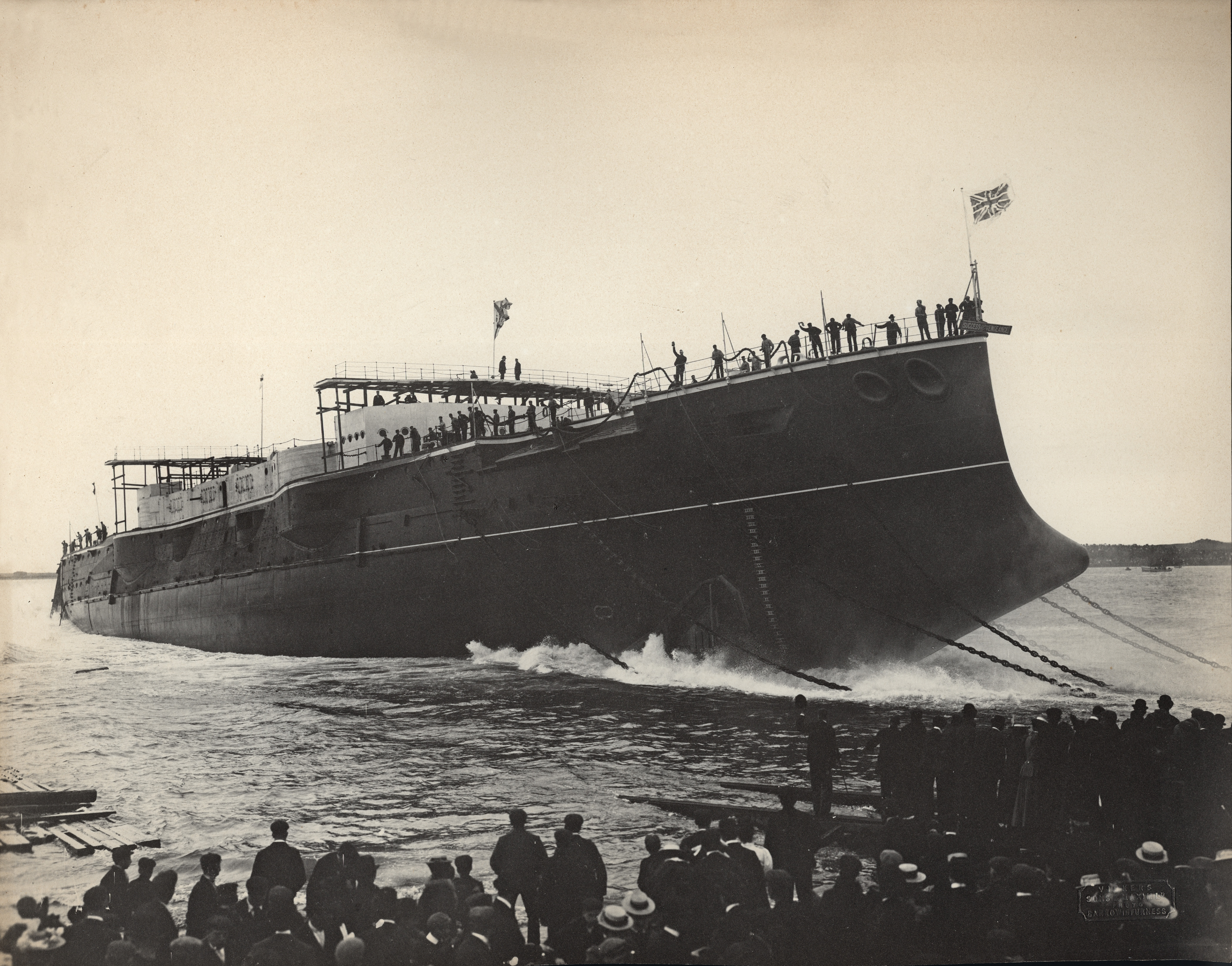
Botadura del HMS Vengeance en 1899

| Buque         | Astillero                  | Puesta de quilla        | Botadura              | Completado             | Destino                                                                  |
| ------------- | -------------------------- | ----------------------- | --------------------- | ---------------------- | ------------------------------------------------------------------------ |
| HMS Canopus   | Base Naval de Portsmouth   | 4 de enero de 1897      | 12 de octubre de 1897 | 5 de diciembre de 1899 | Desguazado en 1920                                                       |
| HMS Glory     | Laird Brothers, Birkenhead | 1 de diciembre de 1896  | 11 de marzo de 1899   | Octubre de 1900        | Desguazado en 1922                                                       |
| HMS Albion    | Thames Iron Works, Londres | 3 de diciembre de 1896  | 21 de junio de 1898   | Junio de 1901          | Desguazado en 1919                                                       |
| HMS Ocean     | Base Naval de Devonport    | 15 de diciembre de 1897 | 5 de julio de 1898    | Febrero de 1900        | Hundido por choque con una mina el 18 de marzo de 1915 en los Dardanelos |
| HMS Goliath   | Astillero de Chatham       | 4 de enero de 1897      | 23 de marzo de 1898   | Marzo de 1900          | Torpedeado y hundido el 15 de mayo de 1915 en los Dardanelos             |
| HMS Vengeance | Vickers, Barrow-in-Furness | 23 de agosto de 1898    | 25 de julio de 1899   | Abril de 1902          | Desguazado en 1921                                                       |

## Historiales de servicio

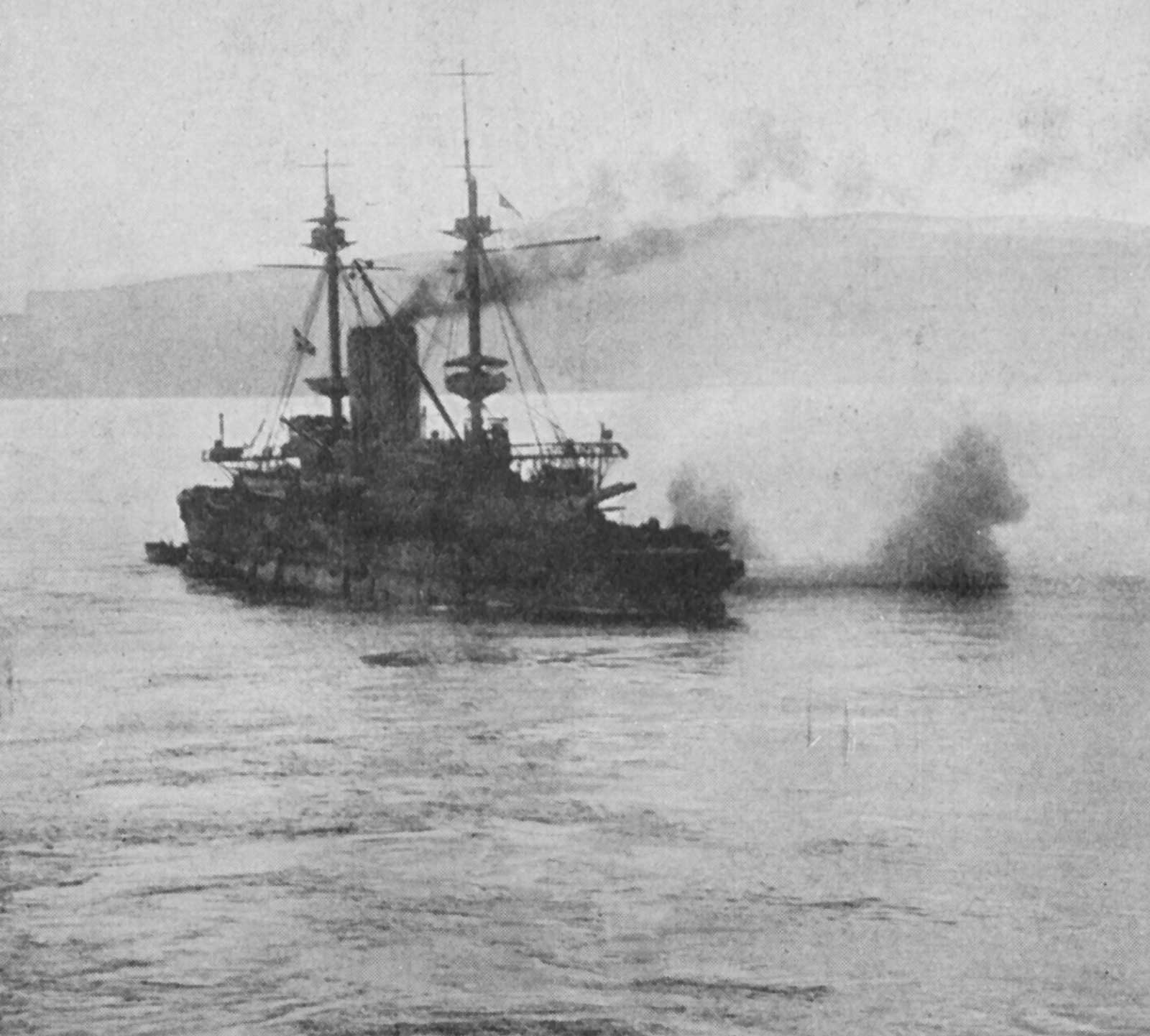
El HMS Albion en operaciones en la campaña de los Dardanelos

### Últimos años
En octubre de 1915, el Albion fue transferido a Salónica para apoyar las operaciones aliadas contra Bulgaria a través de la entonces neutral Grecia, pero no vio más acción. Fue transferido de nuevo a Irlanda en abril de 1916 para servir como buque de guardia, un papel que desempeñó hasta octubre de 1918, cuando fue reducido a un buque de alojamiento de tropas. Después de que la campaña de Galípoli terminara con la retirada de las fuerzas aliadas en enero de 1916, el Canopus patrulló el Mediterráneo oriental, sin ya entrar en combate. Fue retirado del servicio en abril de 1916 y convertido en buque de alojamiento de tropas a principios de 1918. En agosto de 1916, el Glory fue enviado a Murmansk, para apoyar al aliado de Gran Bretaña manteniendo abierto el puerto vital para los suministros que se enviaban a Rusia para el Frente Oriental. Allí, sirvió como buque insignia del Escuadrón Británico del Norte de Rusia. Afectado por las operaciones frente a Gallipoli, el Vengeance regresó al Reino Unido para un reacondicionamiento. Entró nuevamente en servicio en diciembre de 1915 para servir en África Oriental, durante el cual apoyó la captura de Dar es Salaam en el África Oriental Alemana. Regresó al Reino Unido de nuevo en 1917 y fue dado de baja, sirviendo a partir de entonces en funciones subsidiarias hasta 1921.
Tras la guerra, la Royal Navy cambió sus prioridades y comenzó a deshacerse de los barcos. El Albion fue vendido como chatarra en diciembre de 1919 y desguazado al año siguiente, al igual que el Canopus. El Glory regresó a Gran Bretaña en 1919, fue dado de baja y fue renombrado HMS Crescent en 1920, antes de ser vendido a desguaces en diciembre de 1922. El Vengeance fue vendido como chatarra en 1921 y desguazado al año siguiente.